# Philip Mercier
Philip Mercier (Berlim, entre 1689 e 1691 — Londres, 18 de julho de 1760) foi um pintor alemão ativo na Inglaterra, onde introduziu o gênero das "pinturas de conversação", e sendo uma das figuras influentes para a absorção inglesa do gosto rococó.
Nasceu de uma família de tapeceiros que trabalhava para o eleitor de Brandemburgo e, em sua cidade, aprendeu pintura com Antoine Pesne. Depois viajou pela Itália e França, entrando em contato com a obra de Antoine Watteau e atuando como marchand.
Mudou-se para Londres em 1715, logo encontrando boa recepção na corte e entre a nobreza, para a qual produziu peças de conversação e retratos. Foi indicado pintor principal de Frederico, Príncipe de Gales em 1729, seu bibliotecário em 1730, e seu agente para compra de quadros. Em 1736 caiu em desgraça na corte e se mudou possivelmente para Northamptonshire, onde permaneceu cerca de um ano. Voltando a Londres, dedicou-se a pinturas influenciadas por Chardin.
Mudando-se para York em 1739, ali desenvolveu a parte mais importante de sua carreira, pintando retratos e cenas domésticas sentimentais. Nesse período visitou a Irlanda, Escócia e Portugal. Em 1752 estava de volta a Londres, expondo nos salões da Royal Academy pouco antes de morrer.
Casou-se duas vezes, com Margaret Plante (1719) e Dorothy Clapham (1735), tendo dois filhos: Charlotte e Philip, ambos artistas.